# ロッキード造船
ロッキード造船（Lockheed Shipbuilding and Construction Company、通称 Lockheed Shipbuilding）は、アメリカ合衆国の造船会社。ワシントン州シアトルのドワミシュ川河口にあるハーバー・アイランドに所在した。
1898年、ピュージェット・サウンド・ブリッジ・アンド・ドレッジング・カンパニー (Puget Sound Bridge and Dredging Company) としてハーバー・アイランドに設立された。同社は1959年にロッキードによって買収された。ハーバー・アイランドの造船所は1988年に閉鎖された。
造船所は18エーカー (73,000 m2) の面積を占め、ハーバー・アイランドの西側に位置した
ロッキード造船は1930年代から1988年まで艦艇の建造を行った。
1960年代後半から70年代前半にかけて、数隻のノックス級フリゲートを建造している。同造船所で建造されたノックス級は「ラスバーン」  「リーズナー」「ステイン」「バッグレイ」「ロバート・E・ピアリー」の5隻である。
1960年代半ばから71年にかけてはクリーブランド級ドック型輸送揚陸艦およびトレントン級ドック型輸送揚陸艦を建造した。それら「デンバー」「ジュノー」「コロナド」「シュリーブポート」「ナッシュビル」「トレントン」「ポンセ」の7隻である。
1971年から77年にかけては、アメリカ沿岸警備隊向けに2隻のポーラー級砕氷艦を建造した。
1974年にはロサンゼルス級原子力潜水艦支援のための潜水母艦2隻の建造契約を受注している。これは同社史上最大の契約であった。1番艦「エモリー・S・ランド」は1977年に進水した。同年3番艦の契約も受注した。「エモリー・S・ランド」と2番艦「フランク・ケーブル」は1979年に就役した。3番艦「マッキー」は1981年に就役した。
1978年、ドック型揚陸艦「ホイッドビー・アイランド」の建造契約を受注した。同級の「ジャーマンタウン」「フォート・マクヘンリー」の建造も担当し、それぞれ1986年と87年に就役している。

## 参照
1. ↑  https://man.fas.org/dod-101/sys/ship/lpd-4.htm
2. ↑  “アーカイブされたコピー”. 2009年4月14日時点のオリジナルよりアーカイブ。2009年3月8日閲覧。